# 월드 사커
월드 사커(영어: World Soccer)는 영국의 켈시 미디어가 한 달에 한 번 발행하는 축구 전문 잡지이다. 1960년 창간하였다. 2020년까지 IPC 미디어가 출간을 맡았다.
1982년부터 세계 최우수 선수상 · 세계 최우수 감독상 · 세계 최우수팀 수상을 하고 있다. 2005년부터는 세계 최우수 영 플레이어 상, 세계 최우수 심판상도 신설하였다.

## 같이 보기
- FIFA 월드컵 드림팀
- FIFA 100
- FIFA 세기의 선수